# Hugó itáliai király
Provence-i vagy Arles-i Hugó (882 – Arles, 948. április 10.) frank nemesember, arles-i és vienne-i gróf, Viennois őrgrófja, Provence hercege, illetve Itália (926–947) és Provence, másképp Alsó-Burgundia (928–933) királya volt a Bozonidák házából. A forrásszövegekben Hugo néven szerepel, franciául Hugues-nek, olaszul Ugónak nevezik. Apjától örökölt birtokai révén III. Lajos udvarának befolyásos politikusa volt, aki a király 905-ös megvakítása után gyakorlatilag egymaga irányította Provence ügyeit. Az itáliai trónt a helyi nemesség hívására foglalta el, és mintegy húsz évig sikerrel megtartotta alattvalóinak szervezkedése és rendszeres magyar és muszlim betörések ellenére.

## Felemelkedése
Hugó a frank Bozonidák házának sarja volt: apja, Theobald arles-i és vienne-i grófként rokona, Boso provence-i király (879–887) környezetéhez tartozott, Berta nevű édesanyja pedig a Karoling II. Lothár lotaringiai király törvénytelen lánya volt. Apja halálának időpontja nem ismert, 887-ben vagy 895-ben történt; Hugó mindenesetre megörökölte tőle vienne-i és arles-i grófságát, miáltal Provence egyik legfontosabb hatalmasságává lépett elő. Nagy vagyonához kortársa, a paviai udvarában felnövő későbbi cremonai püspök, Liudprand tanúsága szerint rendkívüli politikusi tehetség és kegyes vallásosság párosult. Boso fia, III. Lajos udvarának befolyásos tagja volt, 905-től kezdve pedig gyakorlatilag az ő kezébe került a provence-i királyság irányítása, amikor Berengár friuli őrgróf, utóbb itáliai király elfogta és megvakíttatta Lajost.
A vak király mellett Hugó vált a legfontosabb tanácsadóvá. Az uralkodó 911-ben Viennois őrgrófjává és Provence hercegévé nevezte ki, mire átköltözött Arles-ba, és onnan intézte a Vienne-ben maradt Lajos helyett a királyság ügyeit. Tovább erősítette a királyhoz fűződő kapcsolatát, hogy 912-ben annak féltestvérét, Provence-i Willát, I. Rudolf felső-burgund király özvegyét vette feleségül. Hugó áttelepülésével az udvar számos burgundi előkelősége is Arles-ba ment, ami a 910-es évek elején komoly, nem egyszer gyilkosságokba torkolló hatalmi vetélkedéshez vezetett a helyi arisztokráciával. Hatalmának egyik fontos támasza volt unokaöccse, Teutberge nevű húga és Warnarius troyes-i gróf fia, Manassès, aki eleinte Arles érsekeként, utóbb Verona, Trento és Mantova püspökeként is támogatta Hugó politikáját.

## Az itáliai királyság
Vak Lajoshoz hasonlóan Hugó is itáliai ambíciókat dédelgetett, ezért provanszál serege Lombardiára támadt, hogy az immár császári címet viselő Berengártól elragadja a területet. Bár édesanyja, a másodjára II. Adalbert toszkánai őrgrófhoz feleségül menő Berta is támogatta, a hadjárat – melynek időpontját illetően a források ellentmondóak, és vagy 917 és 920 közé, vagy 923-924-re teszik – nem járt sikerrel. Közben II. Rudolf felső-burgund királyt néhány itáliai nemes itáliai királlyá kiáltotta ki, és a kirobbanó polgárháború keretében 924-ben meggyilkolták Berengárt. Rudolf diadala azonban rövid életű volt, mivel az itáliaiak Hugóhoz fordultak, aki 926-ban Itáliába hajózott, és miután Pisában kikötve találkozott híveivel, július 6-án megkoronázták Pavia városában. Burgundi ellenfele harc nélkül visszavonult eredeti királyságába. Rövidesen Mantovába ment, ahol szövetkezett X. János pápával.
Míg Hugó Paviában rendezkedett be, Provence irányítását fivérére, Arles-i Bosóra hagyta. 928-ban meghalt Vak Lajos, ekkor Hugó visszatért Arles-ba mint provence-i király, de 933-ban a II. Rudolffal kötött 926-os egyezmény értelmében átadta a burgundi királynak az Alsó-Burgundiának is nevezett Provence-ot annak fejében, hogy az lemondott az itáliai trónigényéről. Közben nekilátott itáliai hatalma kiterjesztésének. 931-ben megvakíttatta Lambert toszkán őrgrófot, saját féltestvérét, birtokait pedig Boso nevű fivérének adta át. (Később, 936-ban Bosótól is elvette Toszkánát, hogy Hubert nevű törvénytelen fiának adja át; Bosót bebörtönözték és Hugó parancsára valószínűleg meggyilkolták.) 932-ben a pápai államot kezében tartó hírhedt Maroziát, Wido nevű féltestvérének özvegyét, XI. János pápa anyját próbálta feleségül venni Róma városában, ám utóbbi fia, II. Alberic spoletói herceg lecsapott rájuk az esküvőn, és bebörtönöztette Maroziát; Hugó el tudott menekülni.

## Magyarok és szaracénok
Hugó királyságát állandó rablóportyák fenyegették mind kelet, mind nyugat felől. A kalandozó magyarok számos alkalommal rohanták le az Appennini-félszigetet uralkodása alatt. Az első esetre 927-ben került sor, ekkor X. János pápa fivérének, Petrus praefectus urbinak a hívására Itáliára törtek és feldúlták Toszkána területét. 933-ban ismét lerohanták Itáliát, 935-ben pedig burgundiai is aquitaniai portyájukról hazatérőben Lombardiában, különösképpen Brescia környékén fosztogattak. 937-ben ismét Franciaország felől érkezett a magyar csapás, és ezúttal Capua és Nápoly mélységéig dúlta végig Itáliát, ám Hugónak távozásuk előtt sikerült tőrbe csalnia a támadókat, így magyarok zsákmány nélkül tértek haza. 940-ben ismét megjelentek, és csak Róma környékén elszenvedett vereségeik után vonultak haza. 942-ben megint kalandozók bukkantak fel Hugó királyságában, ám az uralkodó jobbnak látta békét vásárolni tőlük, és tovább irányítani őket az Ibériai-félszigetre. Ezzel azt is elérte, hogy uralkodása végéig már nem kellett magyar támadásoktól tartania.
A szaracénok, azaz a muszlim arabok és berberek provanszál támaszpontjuk, Fraxinetum felől pusztították egyrészt a burgund, másrészt a lombard vidékeket, és az alpesi hágókat is ellenőrzésük alatt tartották. 932-ben bevették Genfet, 935-ben pedig nem sokkal Pavia előtt szenvedtek csak vereséget. Dúlásaik 940/941-ben arra vitték Hugót, hogy Rómanosz Lekapénosz bizánci császár segítségét kérve támadást indítson ellenük. Az expedíció sikeres volt: a bizánci flotta szétverte a kalózhajókat, Hugó pedig központi várukba, a Mór-hegyre szorította vissza a rablókat. Mivel azonban az ivreai II. Berengár mesterkedéseitől tartott, Hugó nem fejezte be a hadjáratot, hanem békét kötött a szaracénokkal, sőt felbérelte őket az Itáliát és Provence-ot elválasztó hágók védelmére Berengár ellenében. A nagy csapás eredményeképpen mindazonáltal a fraxinetumi portyák intenzitása a 950-es évekig csökkent.

## Provence-i kudarc és bukás
937-ben meghalt Rudolf burgundi király, Hugó pedig megpróbálta visszaszerezni Provence-ot. Ennek érdekében Sváb Bertát, Rudolf özvegyét erőszakkal feleségül vette, saját, Lothár nevű fiát pedig a trónörökös Konrád nővérével házasította össze. Ez azonban sértette a Konrádot fogadó I. Ottó német király, a későbbi német-római császár érdekeit, aki beavatkozott, hogy megakadályozza a két királyság egyesülését. Miután provence-i ambíciói nem váltak valóra, Itáliában is ellenfele támadt az ivreai őrgróf, II. Berengár személyében. Emiatt megszakította fraxinetumi hadjáratát, és 941-ben le is győzte a lázadót, aki Ottó udvarába menekült. A német király továbbra is aggódva szemlélte Hugó királyságának erősödését, ezért támogatást nyújtott Berengárnak a visszatéréshez. 945-ben Berengár támadásba lendült, miután számos itáliai hatalmasságot magához édesgetett különféle javadalmakat nekik ígérve. A legyőzött Hugót egy milánói tanácskozáson megfosztották a hatalomtól, de koronáját és királyi címét megőrizhette. Végleg reményt vesztve az idős, elszigetelt uralkodó 947 áprilisában lemondott kiüresedett rangjáról, amit Lothár fiára hagyott. Berta nevű unokahúgához vonult vissza Arles-ba, ahol 948. április 10-én meghalt. Lothár 950-ben hunyt el, ekkor Berengár szerezte meg a trónt maga számára.

## Házasságai, utódai
Hugónak négy feleségéről és legalább öt szeretőjéről tudunk, akiktől nyolc gyermeke ismert. Első ismert asszonyától, a 912-ben feleségül vett Willától nem született gyermeke. Második asszonya, a 924 előtt feleségül vett német származású Alda vagy Hilda szülte számára törvényes gyermekeit: Aldát, aki utóbb II. Alberic felesége lett, és Lothárt, aki az itáliai királyságban követte. Utolsó két feleségétől, Maroziától és Sváb Bertától sem születtek utódai.
Első törvénytelen fia egy Wandelmoda nevű nemesasszonytól származott: Spoletói Hubert toszkán őrgróf lett atyja jóvoltából. Egy Pezola és Venus néven is ismert szolgarendű asszonytól született Berta nevű lánya, aki Eudokia néven II. Rómanosz bizánci császár felesége lett. Ő örökölte utóbb a provence-i atyai birtokokat. Bertának volt egy Boso nevű testvére, aki piacenzai püspökként és császári kancellárként vonult be a történelembe. Egy harmadik szerető, bizonyos Rotrude vagy Rosa, akit Iunóként is emlegettek, egy Rotlind vagy Rolend nevű lányt szült neki, aki Bernát paviai grófhoz ment feleségül. Egy negyedik szeretőjétől, a római Stephaniától (Szemelé) származott Tedbald nevű fia, akit Milánó érsekévé próbált kinevezni. Ismeretlen asszonytól született Geoffroy nevű fia, Nonantola apátja.

## Fordítás
- Ez a szócikk részben vagy egészben  a   Hugues d'Arles című francia Wikipédia-szócikk ezen változatának fordításán alapul.  Az eredeti cikk szerkesztőit annak laptörténete sorolja fel. Ez a jelzés csupán a megfogalmazás eredetét és a szerzői jogokat jelzi, nem szolgál a cikkben szereplő információk forrásmegjelöléseként.